# Възел (филм)
Вижте пояснителната страница за други значения на Възел.
„Възел“ (на македонска литературна норма: „Јазол“) е военен филм от Република Македония от 1985 година, на режисьора Кирил Ценевски по сценарий на Славко Яневски.
Главните роли се изпълняват от Ацо Йовановски, Кирил Ристоски, Костадинка Велковска, Лазар Ристовски и Петър Арсовски.

## Сюжет
Действието на филма се развива през март 1943 г., когато евреите са транспортирани към лагери и проследява съдбата на евреите от Скопие. Хирургът Никола, на когото е отнет лицензът за работа, прекарва дълги монотонни вечерни часове в хотелския бар. Филмът обрисува абсурдите на войната, заради които майор Щайн се самоубива. В неразборията Никола успява да избяга от бара заедно с пленения Симеон. Постоянно пияният и политически неориентиран Никола в началото се колебае, но после решава да помогне на Симеон. В историята е намесена и бившата приятелка на Никола – Мария. Тя иска от Никола да докаже любовта си към нея и го ревнува от бившата му колежка Дора. След серия събития Дора умира в престрелка, в която Никола застрелва полицая, който я е убил. Самият Никола е ранен и бяга при Мария, търсейки помощ. Там обаче го намира полицията и го убива. Никола умира в ръцете на Мария.

## Награди
- 1985 ФЮИФ, Пула, Златна арена за тонрежисьора Глигор Паковски;
- 1985 ФФ „Братя Манаки“, Битоля, Златна плакета за най-добра работа с камерата на Драган Салковски[1]